# Lacistema lucidum
Lacistema lucidum är en tvåhjärtbladig växtart som beskrevs av Adalbert Carl Karl Friedrich Hellwig Conrad Schnizlein. Lacistema lucidum ingår i släktet Lacistema och familjen Lacistemataceae. IUCN kategoriserar arten globalt som otillräckligt studerad. Inga underarter finns listade i Catalogue of Life.